# Aspvattnet
Aspvattnet är en sjö i Kalix kommun i Norrbotten och ingår i Sangisälvens huvudavrinningsområde. Sjön har en area på 0,0952 kvadratkilometer och ligger 103 meter över havet. Sjön avvattnas av vattendraget Storbäcken.

## Delavrinningsområde
Aspvattnet ingår i det delavrinningsområde (734280-183503) som SMHI kallar för Mynnar i Korpikån. Medelhöjden är 83 meter över havet och ytan är 14,77 kvadratkilometer. Det finns inga avrinningsområden uppströms utan avrinningsområdet är högsta punkten. Storbäcken som avvattnar avrinningsområdet har biflödesordning 3, vilket innebär att vattnet flödar genom totalt 3 vattendrag innan det når havet efter 23 kilometer. Avrinningsområdet består mestadels av skog (82 procent). Avrinningsområdet har 0,09 kvadratkilometer vattenytor vilket ger det en sjöprocent på 0,6 procent.